# (6220) Stepanmakarov
(6220) Stepanmakarov es un asteroide perteneciente al cinturón de asteroides, región del sistema solar que se encuentra entre las órbitas de Marte y Júpiter, más concretamente a la familia de Eos descubierto el 26 de septiembre de 1978 por Liudmila Zhuravliova desde el Observatorio Astrofísico de Crimea (República de Crimea).

## Designación y nombre
Designado provisionalmente como 1978 SN7. Fue nombrado Stepanmakarov en homenaje a Stepan Osipovich Makarov, vicealmirante ruso y comandante naval, oceanógrafo, investigador polar y constructor de barcos.

## Características orbitales
Stepanmakarov está situado a una distancia media del Sol de 3,024 ua, pudiendo alejarse hasta 3,283 ua y acercarse hasta 2,765 ua. Su excentricidad es 0,085 y la inclinación orbital 9,858 grados. Emplea 1921,33 días en completar una órbita alrededor del Sol.

## Características físicas
La magnitud absoluta de Stepanmakarov es 12,8. Tiene 11,225 km de diámetro y su albedo se estima en 0,137. 